# Eva Le Gallienne
Eva Le Gallienne (London, 1899. január 11. – Weston, Connecticut, 1991. június 3.) Primetime Emmy-díjas színésznő, producer, igazgató a 20. század első felében.

## Gyermekkora és korai karrierje
Eva Londonban született a francia leereszkedés költőjének, Richard Le Gallienne-nek és egy dán újságírónőnek, Julie Norregard-nak gyermekeként. Mikor hároméves volt, szülei elváltak, így ingázott Párizs és Anglia között. 15 évesen debütált Maurice Maeterlinck Monna Vanna című darabjában.

## Hírnév és kapcsolatok
Egy évvel később New Yorkba utazott, majd Arizonába és Kaliforniába ahol több színházi produkcióban működött közre.

### Leszbikussága, és barátai
Eva soha nem rejtette el a leszbikusságát, de állítólag a szexualitásával soha nem volt megbarátkozva. A magánéletét nem tette közszemlére, megpróbálta bizalmasan kezelni kapcsolatait, ám néhány esete kiszivárgott a nyilvánosságra. Karrierje kezdeti éveiben kapcsolatot alakított ki Tallulah Bankhead, Estelle Winwood és Blyth Daly színésznőkkel.
Mikor 1918-ban Hollywoodban volt, kapcsolatot kezdett Alla Nazimova színésznővel, hírneve ekkor tetőpontjára ért. Az ügy Nazimova féltékenysége miatt állítólag véget ért. Mindazonáltal Nazimova nagyon szerette Le Gallienne-t, segített neki és sok befolyásos emberének bemutatta. Az egyetlen ismert heteroszexuális ügye Basil Rathbone színésszel volt.
Az 1920-as években ismerkedett meg Mercedes de Acostával. Kapcsolatuk Acosta házassága után kezdődött, és tartott 5 éven át. Vakációztak és gyakran utaztak együtt, meglátogatták Natalie Barney híres író és társasági ember szalonját. Acosta írt két művet is az 5 év alatt, de egyik sem volt sikeres. Pénzügyi válságuknak és Acosta féltékenykedésének következményeként ért véget viszonyuk.
Mikor Josephine Hutchinsonnal megismerkedett, a nő még házas volt. Sok negatív visszhangot kapott a kapcsolatuk, mikor Josephine válása elkezdődött. Öt hónappal később Le Gallienne Emily Dickinsonnal működött együtt egy merész játékban. A játék nyert egy Pulitzer Díjat.
A Hutchinson botrány alatt Eva sokat ivott. Richard Schanke életrajzíró szerint Le Gallienne leszbikussága miatt került mélypontra. Az egyik hideg téli éjjel részegen, Le Gallienne átment egy szomszédjához. A beszélgetés alatt azt mondta, hogy "ha eszedbe jutott már, hogy leszbikus légy, ne tedd. Az életed csak tragédia lesz."
Egy másik életrajzíró, Helen Sheehy visszautasította Shanke portréját, miszerint Eva nem szerette magában azt, hogy leszbikus. Sheehy idézi Le Gallienne egy barátjának, May Sartonnak szóló tanácsát, aki szintén leszbikus volt: "Az emberek utálják azt, amit nem értenek, és megpróbálják megsemmisíteni azt. Csak próbáld magad tisztán tartani és ne engedd meg annak a romboló erőnek, hogy elrontson valamit ami neked egyszerű, természetes és szép." Hasonlóan Le Gallienne azt mondta a heteroszexuális barátjának, Eloise Armennek, hogy "az a szeretet ami a nők között van, a legszebb dolog a világon."
Az 1930-as évek végén Le Gallienne kapcsolatba került Margaret Webster színházi igazgatóval. Le Gallienne, Webster és Cheryl Crawford megalapították az American Repertory Theater-t, ami 1946 és '48 között működött. A következő években a társával, Marion Evensennel élt.

## Halála
1991. június 3-án 92 évesen connecticuti otthonában hunyt el.